# E717号線
E717号線 (E717ごうせん、英: European route E717) はイタリアにあり、トリノ – サヴォーナを結ぶ、欧州自動車道路のBクラス幹線道路。
トリノ南部でE70号線から分岐して、フォッサーノ東部を経由して、サヴォーナ西部でE80号線に至る。この区間はアウトストラーダ A6に重なっており、ピエモンテ州およびリグーリア州を縦貫する有料道路である。
- イタリア
  - E70号線,E64号線,E612号線 – トリノ
  - E80号線 – サヴォーナ